# علی‌خان، خیبر پختانخوا
علی خان، خیبر پختانخوا (به انگلیسی: Ali Khan, Khyber Pakhtunkhwa) یک منطقهٔ مسکونی در پاکستان است که در خیبر پختونخوا واقع شده‌است.